# Primera División 1975 (Uruguay)
In 1975 werd het 71ste seizoen gespeeld van de Primera División, de hoogste voetbalklasse van Uruguay. Peñarol werd kampioen. 

## Eindstand
| Plaats | Club                 | Wed. | W  | G | V  | Saldo | Ptn. |
| ------ | -------------------- | ---- | -- | - | -- | ----- | ---- |
| 1      | CA Peñarol           | 22   | 16 | 6 | 0  | 59:20 | 38   |
| 2      | Nacional             | 22   | 12 | 5 | 5  | 44:23 | 29   |
| 3      | Liverpool            | 22   | 11 | 6 | 5  | 36:21 | 28   |
| 4      | CA River Plate       | 22   | 8  | 6 | 6  | 27:32 | 24   |
| 5      | Huracán Buceo        | 22   | 10 | 2 | 10 | 27:34 | 22   |
| 6      | Cerro                | 22   | 8  | 5 | 9  | 28:35 | 21   |
| 7      | Danubio FC           | 22   | 7  | 6 | 9  | 32:31 | 20   |
| 8      | Montevideo Wanderers | 22   | 7  | 5 | 10 | 30:30 | 19   |
| 9      | Defensor             | 22   | 6  | 6 | 10 | 30:37 | 18   |
| 10     | Rentistas            | 22   | 5  | 6 | 11 | 35:50 | 16   |
| 11     | Racing (P)           | 22   | 7  | 2 | 13 | 33:48 | 16   |
| 12     | Fénix                | 22   | 4  | 5 | 13 | 24:42 | 13   |

|     | Kampioen    |
|     | Degradatie  |
| (P) | Promovendus |

1900 · 1901 · 1902 · 1903 · 1904 · 1905 · 1906 · 1907 · 1908 · 1909 · 1910 · 1911 · 1912 · 1913 · 1914 · 1915 · 1916 · 1917 · 1918 · 1919 · 1920 · 1921 · 1922 · 1923 · 1924 · 1925 · 1926 · 1927 · 1928 · 1929 · 1930 · 1931 · 1932 · 1933 · 1934 · 1935 · 1936 · 1937 · 1938 · 1939 · 1940 · 1941 · 1942 · 1943 · 1944 · 1945 · 1946 · 1947 · 1948 · 1949 · 1950 · 1951 · 1952 · 1953 · 1954 · 1955 · 1956 · 1957 · 1958 · 1959 · 1960 · 1961 · 1962 · 1963 · 1964 · 1965 · 1966 · 1967 · 1968 · 1969 · 1970 · 1971 · 1972 · 1973 · 1974 · 1975 · 1976 · 1977 · 1978 · 1979 · 1980 · 1981 · 1982 · 1983 · 1984 · 1985 · 1986 · 1987 · 1988 · 1989 · 1990 · 1991 · 1992 · 1993 · 1994 · 1995 · 1996 · 1997 · 1998 · 1999 · 2000 · 2001 · 2002 · 2003 ·  2004 · 2005 · 2005/06 · 2006/07 · 2007/08 · 2008/09 · 2009/10 · 2010/11 ·  2011/12 · 2012/13 · 2013/14 · 2014/15 · 2015/16 · 2016 · 2017 · 2018 · 2019 · 2020 · 2021 · 2022 · 2023